# Causse de Gramat
Le causse de Gramat est une région naturelle de France faisant  partie des causses du Quercy. Il est situé dans le département du Lot, au centre ouest du Massif central.

## Géographie

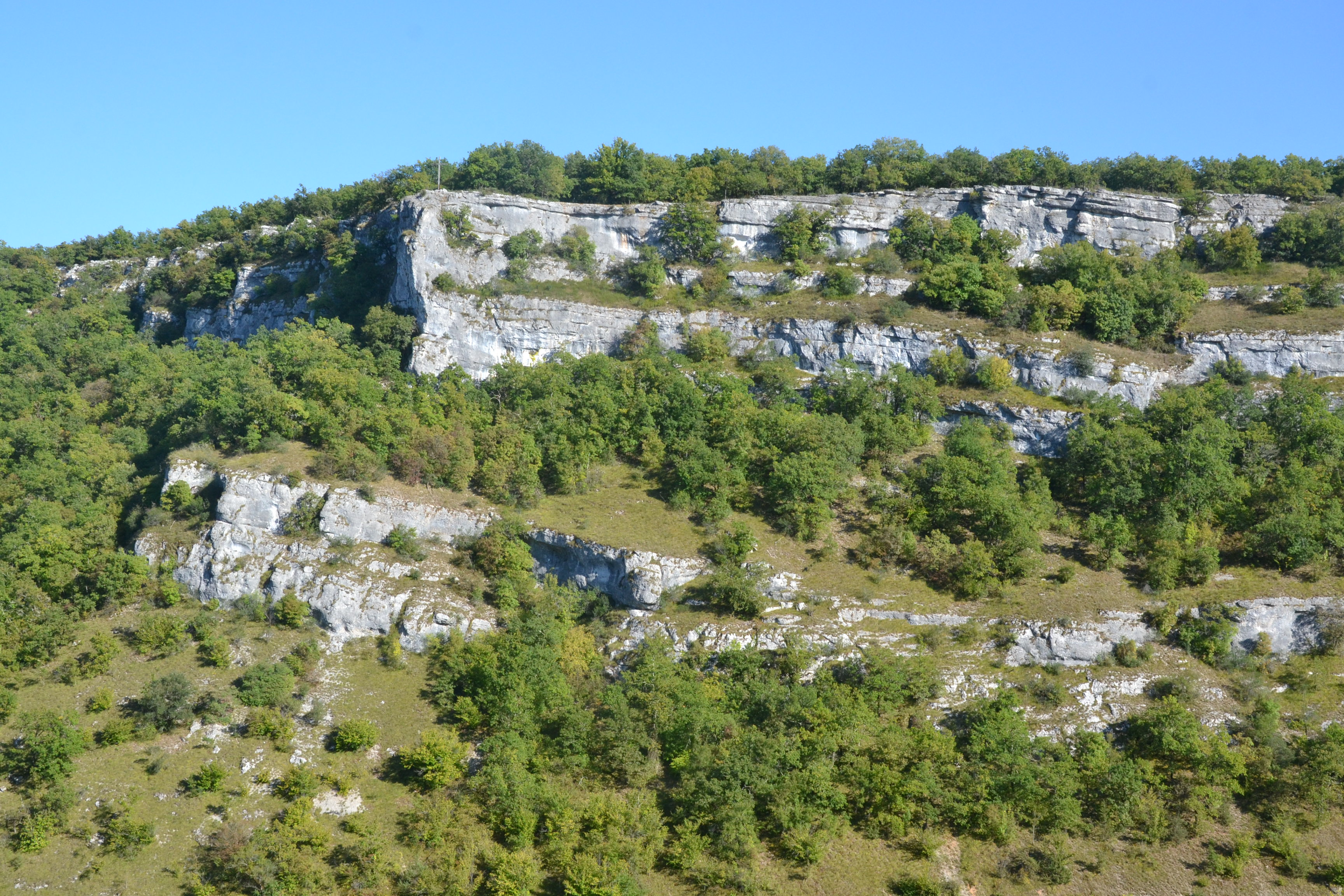
Affleurements calcaires à Rocamadour.

### Situation
Le causse de Gramat, haut de 350 m, s'étend entre la Dordogne et le Célé, sur une partie du département du Lot. Il se situe dans le nord des causses du Quercy, dont il est le plus important.
Les causses voisins sont au nord le causse de Martel, au sud le causse de Saint-Chels.
À l'est, on trouve le Limargue et le Terrefort. À l'ouest, le causse est voisin de la Bouriane et du Périgord noir sur quelques kilomètres.

### Géologie
Le causse de Gramat est constitué de plateaux calcaires jurassiques séparés par des vallées qui peuvent être profondes et souvent sèches : par exemple, le canyon de l'Alzou entre Gramat et Rocamadour.
L'aspect des paysages est souvent aride, typique des reliefs karstiques creusés de nombreux gouffres, igues et dolines.

### Végétation
Les plantes du causse de Gramat doivent s'adapter à un sol qui ne retient pas l'eau. La roche calcaire, souvent apparente, accumule et rayonne la chaleur du soleil. Cependant, ce milieu rocailleux, d'apparence aride, abrite de nombreuses espèces rares comme les orchidées.
L'homme, par l'élevage du mouton, a contribué à la formation et à l'entretien de pelouses sèches.
- Les arbres sont représentés principalement par :
  - le chêne pubescent ;
  - l'érable de Montpellier ;
  - le cornouiller mâle et le cornouiller sanguin ;
  - le frêne.

- Les arbustes et broussailles comme :
  - le genévrier commun ;
  - le prunellier très piquant ;
  - le troène ;
  - la viorne ;
  - les ronces.

## Système karstique
L'eau circule principalement en sous-sol et a creusé de nombreuses cavités dans le karst. Jean Taisne a localisé plus de 1 300 cavités explorées dans son inventaire de mars 2006 et plus de 2000 dans sa bibliographie de 1995. Il en reste encore à découvrir.

### Premiers grands explorateurs et principales découvertes
- 1831 : Jacques-Antoine Delpon rédige son ouvrage Statistique ancienne et moderne du département du Lot.
- 1889 à 1893 : Édouard-Alfred Martel et ses assistants (G. Gaupillat, L. Armand, E. Foulquier) réalisent l'exploration des cavités les plus importantes dont le gouffre de Padirac, l'igue de la Crousate. Il expose dans Les Abîmes son étude des circulations d'eaux souterraines[1].
- 1895 à 1906 : Chanoine Edmond Albe
- 1898 à 1920 : Armand Viré, E. Giraud, R. Pons, abbé Albe : exploration de 50 cavités dont l'igue de Saint-Sol, les grottes de Lacave, le gouffre de Padirac.
- 1913 à 1940 : Abbé Amédée Lemozi,  prospection dans la vallée du Célé.
- 1922 à 1977 : André David (spéléologue) découvre la grotte de Pech-Merle.
- 1935 à 1955 : Guy de Lavaur : gouffre de Padirac (avec  Robert de Joly), les Vitarelles, igue de Toulze.
- 1945 à 1977 : Géo Marchand (Igue de Goudou), Jean Lesur,  J.-P. Couturié, B. Pierret et G. Delluc, Vieussens, Ph. Renault, Jean Taisne, H. Roques et A. Thomas, R. Lacroux : Padirac, Saut de la Pucelle, les Vitarelles, Réveillon, Roque de Corn.

### Cavités les plus importantes
- gouffre de Padirac (plus de 30 km),
- Igue de Goudou - Lacarrière (plus de 18 km),
- gouffre des Vitarelles (14 km),
- Igue de Viazac et réseau Traoucat (11 km).

### Principaux systèmes hydrogéologiques
Le réseau hydrogéologique est composé des systèmes suivants :
- système de Padirac : connu pour son célèbre gouffre, résurge sous Montvalent, rejoint la Dordogne.
- système de Réveillon - Saut de la Pucelle : connu pour ses deux pertes principales, résurge aux Limons, à Meyronne, rejoint la Dordogne.
- système de l'Ouysse : connu pour le gouffre des Vitarelles à Gramat, résurge à Cabouy et Saint-Sauveur, à l'Ouest de Rocamadour, rejoint la Dordogne.
- système Bramarie - Goudou - Lacarrière, résurge à Saint-Sauveur, rejoint la Dordogne.
- système sud qui draine les eaux depuis Assier vers le Célé.

## Activités humaines

### Préhistoire et histoire
De nombreux sites, comme les Fieux près de Miers, attestent de la présence de l'homme depuis des temps très reculés sur le Causse de Gramat. Certaines cavités ont servi d'abris provisoires ou de sanctuaires comme la grotte du Pech Merle à Cabrerets (-25 000 ans) ou celle de Roucadour près de Thémines.
De nombreux dolmens sont encore visibles sur tout le causse comme la Pierre Martine à Livernon.
Plusieurs grottes préhistoriques sont ouvertes au public :
- grotte du Pech Merle à Cabrerets et son musée ;
- grotte des Merveilles à Rocamadour ;
- Grottes de Cougnac près de Gourdon.

### Agriculture et industrie
Le manque d'eau et le caractère rocheux du terrain n'ont pas permis un grand développement de l'agriculture.
L'élevage de moutons de race caussenarde a longtemps constitué la principale activité sur le Causse de Gramat.
Un fromage de chèvre est très apprécié : le Rocamadour (AOC) ou le Cabécou.
L'industrie est peu présente sur le Causse.

### L'influence de l'homme sur les paysages
L'activité humaine réduite a permis de préserver la nature.
Les paysans ont construit des murets en pierre sèche qui délimitent de petites parcelles, ainsi que des cabanes en pierre sèche ou caselles en guise d'annexes agricoles.
L'habitat permanent est très dispersé, chaque hameau était relié à ses voisins par des chemins bordés de murets.
Depuis 1999, le Parc naturel régional des causses du Quercy regroupe 97 communes du Causse de Gramat, couvrant une superficie de 175 717 hectares.
Un « triangle noir » situé autour des communes de Caniac, Quissac et Reilhac est épargné par ce que l'on appelle la pollution lumineuse. Les astronomes peuvent observer le ciel nocturne sans être gênés par les sources lumineuses, et l'impact négatif de la lumière artificielle nocturne sur la faune (mammifères, insectes, oiseaux nocturnes, vie aquatique) est considérablement réduit.

### Tourisme
Le tourisme est maintenant la principale ressource du causse de Gramat. Des sites importants attirent les visiteurs : Rocamadour, le gouffre de Padirac, les grottes de Lacave et de Pech Merle.
Le causse de Gramat ne se limite pas à ces grands pôles, chaque village offre aux randonneurs ou aux visiteurs le calme et des paysages exceptionnels.